# Station South Acton
South Acton is een spoorwegstation van London Overground aan de North London Line, gelegen in de plaats Acton in het Londense district Ealing.